# Diorama (zespół muzyczny)
Diorama – niemiecki zespół grający muzykę z gatunku electropop. Powstał w 1996 roku. 

## Członkowie zespołu

### Obecni członkowie
- Torben Wendt – teksty, muzyka, śpiew, instrumenty klawiszowe, perkusja
- Felix Marc – koprodukcja, instrumenty klawiszowe, śpiew
- Sash Fiddler – gitary
- Markus Halter (Marquess) – perkusja

### Byli członkowie
- Bernard Le Sigue – gitara basowa

## Dyskografia

### Albumy
- Pale (1999)
- Her Liquid Arms (2001)
- The Art Of Creating Confusing Spirits (2003)
- Amaroid (2005)
- Re-Pale (2005)
- Pale (re-release) (2005)
- A Different Life (2007)
- Cubed (2010)
- Even The Devil Doesn't Care (2013)
- Zero Solider Army (2016)
- Tiny Missing Fragments (2020)
- Fast Advance Fast Reverse (2022)

### Single
- Device (2001)
- Synthesize me (2007)
- Child of Entertainment (2010)